# Security Association
Security Association（SA、セキュリティ・アソシエーション）は、セキュアな通信を提供するために、2つのネットワークエンティティ間で共有セキュリティ属性を確立することである。
SAは、次のような属性を含む。
- 暗号化アルゴリズムとモード
- トラフィック暗号化鍵
- 接続を介して渡されるネットワークデータのパラメータ

SAを確立するためのフレームワークは、Internet Security Association and Key Management Protocol(ISAKMP)によって提供される。Internet Key Exchange(IKE)やKerberized Internet Negotiation of Keys(KINK)などのプロトコルは、認証鍵の生成に必要な情報を提供する。
SAは、ネットワークデバイス間のセキュアなデータ接続を承認し提供する、単方向の論理接続である。SAの基本要件は、2つのエンティティが複数のチャネルを介して通信するときに発生する。ここで、無線アクセスの加入者と基地局との間で通信を行う場合を考える。加入者は複数のサービスに加入することができる。各サービスには、データ暗号化アルゴリズム、公開鍵、初期化ベクトルなど、様々な異なるサービスプリミティブがある。このセキュリティ情報を論理的にグループ化した、論理グループ自体がSAである。各SAには、SAIDという独自のIDがある。そのため、基地局と加入者の両方がSAIDを共有し、そこから全てのセキュリティパラメータを導出する。
言い換えれば、SAは、他のエンティティと情報を共有できるようにするセキュリティパラメータの論理グループである。